# ائیریوشین
ائیریوشَیَنَ یا ائیریوشیانا به‌معنای خان و مان ایرانیان یا آشیان ایرانیان است که در اوستا، خوارزم با مرو و سغد در بند ۱۳ و ۱۴ مهریشت ائیریوشین شمرده شده‌اند.